# 冀南1939年春季战役
冀南1939年春季战役，中国称为冀南1939年春季反扫荡战役，是中国抗日战争中中日双方的发生战役。
1939年1月7日，日军调集3万余人进攻八路军冀南军区，以失败告终。